# Зірки — мета моя
«Зірки — мета моя» (англ. The Stars My Destination) — науково-фантастичний роман американського письменника-фантаста Альфреда Бестера. Вперше опублікований в жовтні 1956 року в журналі «Galaxy Science Fiction». «Зірки — мета моя» — це оригінальна назва. Окремою книжкою роман був вперше опублікований в Британії, вже під назвою «Тигр! Тигр!» (англ. Tiger! Tiger!). Ця назва походить від цитати з вірша Вільяма Блейка «The Tyger». Робочою назвою роману було «Пекло — мета моя» (англ. Hell's My Destination). Автор не приховував, що наслідував сюжет «Графа Монте-Крісто» Александра Дюма У 1988 році роману була присуджена премія «Прометей» в категорії «Зал слави». 
За сюжетом, єдиний вцілілий при аварії космічного корабля на ім'я Гуллівер Фойл, прагне помститися тим, хто лишив його напризволяще. Він здійснює розправу над усіма причетними, а його зловісному образу сприяє татуювання тигра на обличчі. Шлях помсти приводить Гуллівера до того, що він стає ключовою особою у вирішенні глобального конфлікту в Сонячній системі.

## Сюжет
У майбутньому люди колонізували багато планет і супутників Сонячної системи. Людство освоїло телепортацію силою думки, засновану на ефекті Джанте (англ. Jaunte) — «джантиг», що зламало устої суспільства. Спеціально навчені під загрозою смерті особи тепер можуть телепортуватися в межах планети, але тільки якщо чітко уявляють точки відбуття і прибуття. Внутрішні планети — Венера, Земля, Марс — ведуть війну з Зовнішніми Супутниками.
Кінець XXIV століття. Гуллівер «Гуллі» Фойл — 30-ирічний малоосвічений технік космічного корабля «Номад» індустріального клану «Престейн» із Внутрішніх планет. Він не має амбіцій, нічим не цікавиться й нічого не прагне. Коли «Номад» зазнає нападу ворогів десь між Марсом і Юпітером, Фойл єдиний з команди виживає. Сто сімдесят днів він апатично бореться за життя серед уламків і нарешті отримує надію на порятунок, коли поруч пролітає корабель «Престейну» «Ворга-Т». Але корабель ігнорує прохання про допомогу і в Фойла з'являється мета — помститися команді «Ворги-Т».
Фойл самотужки ремонтує корабель і летить у пояс астероїдів, де його схоплює карго-культ, якому бракує чоловіків. Фойлу за звичаєм роблять на обличчі огидне татуювання у вигляді морди тигра. Згодом йому вдається втекти та дістатися на Землю (Терру). Спроба підірвати «Воргу-Т» провалюється, месника схоплює «Престейн». Фойл дізнається, що «Номад» таємно перевозив новітню вибухівку «ПірЕ» (англ. PyrE, досл. БагаттЯ). Аби розшукати її, керівник клану, Престейн, наймає Сола Дагенхема, котрий допитує Фойла. Проте бажання помсти дає наснагу витерпіти всі тортури і врешті Фойла кидають до в'язниці під Піренеями, звідки неможливо втекти навіть джантингом через те, що в'язнів тримають у цілковитій темряві.
В ув'язненні Фойл знайомиться з Джісбеллою МакКвін, яка вчить його мислити нестандартно, щоб силою думки телепортуватися геть. Удвох вони тікають і розшукують «Номад», де заволодівають запасом «ПірЕ» та вантажем платини. Фойл видаляє в підпільного лікаря татуювання, проте воно не зникає безслідно — коли Фойл розлючений, морда тигра проступає на його обличчі капілярами. Дагенхем схоплює МакКвін, а Фойлу вдається втекти.
Розбагатівши на продажі платини, Фойл бере собі ім'я Джефрі Фурмайл, отримує чудову освіту, вдосконалює своє тіло для пришвидшення реакції та вчиться контролювати емоції йогою. Він розшукує односторонню телепатку (може пересилати думки, але не отримувати чужі) Робін Веднесбері, котру він колись зґвалтував, щоб за її допомоги проникнути у вищі прошарки суспільства. Фойл вистежує екіпаж «Ворги-Т» і допитує його членів, але всі вони мають засіб для самогубства і гинуть. Щоразу при цьому Фойла мучить видіння «Палаючої людини» — його самого у вогні.
На світській вечірці Фойл знайомиться з дочкою Престейна — Олівією. Він також знову зустрічає Джісбеллу — тепер кохану Дагенхема — яка вирішила не розкривати особу Фойла, хоча Дагенхем все одно розуміє, що перед ним самозванець. Під час ядерної атаки Зовнішніх Супутників Фойл поспішає до Олівії, щоб врятувати її. Вона каже йому, що Фойл повинен бути таким же жорстоким і безжальним, як і вона. Травмована під час атаки Робін зраджує Фойла, щоб вижити.
Фойл знаходить капітанку «Ворги-Т», проте вона входить до секти на Марсі та видаляє собі рецептори, що робить її несприйнятливою до тортур. Фойл викрадає телепата, щоб допитати капітанку ментально, і вивідує, що корабель не врятував його, тому що збирав біженців, відбирав їхні цінні речі та викидав жертв у космос. Він також дізнається, що за цією злочинною схемою стоїть Олівія. Проте Олівія рятує Фойла від марсіанських спецпризначенців, оскільки бачить у ньому споріднену душу.
Керований совістю, Фойл зрікається помсти та вирішує здатися адвокату Престейна — Регісу Шеффілду. Шеффілд виявляється шпигуном Зовнішніх Супутників, і схоплює Фойла. Він розповідає, що коли на «Номад» напали, Фойла насправді забрали за 600 000 миль і лишили дрейфувати, щоб той був приманкою грабіжників. Та Фойл телепортувався назад до «Номада» силою думки. Тепер Зовнішні супутники хочуть не тільки «ПірЕ», а й дізнатися від Фойла секрет джантингу в космосі.
Тим часом Престейн розповідає Робін, що «ПірЕ» детонує від телепатичного впливу та доручає вбити цією вибухівкою Фойла. В результаті речовина вибухає скрізь по світу, де була розпилена, Фойл зазнає важких опіків, а Шеффілд гине. Неврологічні імплантати Фойла під дією полум'я вводять його в стан, коли чоловік телепортується в часі. Він потрапляє в майбутнє, де Робін телепатично розповідає йому як врятуватися в минулому.
Фойла схоплюють і вимагають видати де знаходиться залишок «ПірЕ», захищений спеціальним контейнером. Фойл погоджується показати, але викрадає вибухівку та телепортується в різні місця, розпилюючи «ПірЕ». Оскільки ніхто не знає місць його зупинок, Фойл диктує свої умови: людство мусить помиритися, або він підірве вибухівку. Він розуміє, що секрет джантингу між планетами полягає у вірі в те, що місце прибуття існує. Фойл телепортується по космосу, відкриваючи придатні для заселення планети, й пропонує поділитися таємницею міжзоряних подорожей з тими, хто готові будувати мирне майбутнє. Потім він повертається до карго-культу, де його сприймають як святого та чекають на одкровення.

## Відзнаки
Найавторитетнішим шотландським критиком-фантастикознавцем Дейвідом Прінґлом роман включено до переліку 100 найкращих англомовних науково-фантастичних романів за період з 1949 по 1984 рік.

## Вплив
Роман «Зірки — мета моя» вплинув на подальший жанр космоопери поєднанням тем телепортації, психічних сил (телепатії) і кіборгізації. Риси роману перейняли такі культові твори, як телесеріал «Вавилон-5» і літературна серія «Експансія» з її екранізацією.
Фінал, у якому майже всемогутній Фойл мандрує всесвітом і в підсумку повертається до колишнього стану, але мудрішим, перегукується з фіналом «Космічної Одіссеї 2001» Артура Кларка.
Іноді «Зірки — мета моя» зараховується до предтеч жанру кіберпанку за розробку тем влади корпорацій, цинічного ставлення до пересічної людини, фрагментованості суспільства, модифікації людського тіла.